# São José da Boa Vista
São José da Boa Vista é um município brasileiro do estado do Paraná.

## Etimologia
De origem religiosa e geográfica, em referência ao santo padroeiro, e a topografia em que está assentada a sede municipal, de onde se têm uma "bela vista". Etimologicamente, o termo "José", vem do hebraico "Yosef"…que Deus multiplique, e no latim ficou "Joseph". São José era carpinteiro em Nazaré e desempenhou papel de pai de Jesus. É padroeiro de todos os que trabalham a madeira.

## História
A povoação do atual município de São José da Boa Vista marcou os primórdios da colonização do norte paranaense.
Tudo começou em 1848, quando Domiciano Correa Machado, acompanhado de sua esposa Ana Cândida de Farias Machado, de seus filhos e escravos, partir da cidade mineira de São Caetano da Vargem Grande, e fundou em terras paranaenses, às margens dos rios Itararé e Pescaria, um povoado a que denominou de São José do Cristianismo. O lugar prosperou e em 19 de dezembro de 1853, por ocasião da criação da Província do Paraná, já apresentava o aspecto de uma vila.
Em 20 de abril de 1870, pela Lei Provincial nº 245, foi criado o distrito judiciário de São José do Cristianismo. No censo geral de 1872 registrou-se 3.572 habitantes no distrito.
Por volta desta data, Manoel Bernardino da Silva doou uma área de terras, situada à margem direita do Rio Pescaria, duas léguas acima do distrito de São José do Cristianismo, onde foi fundado o povoado de São José da Boa Vista. O progresso acentuado passou a ofuscar a prosperidade de São José do Cristianismo, de onde houve um forte fluxo migratório para a nova localidade. Sendo assim, não tardou muito e a Lei Provincial nº 421, de 29 de março de 1875, determinou que a sede do distrito de São José do Cristianismo fosse transferida para o povoado de São José da Boa Vista.
Apenas um ano se passou para que o distrito fosse elevado a categoria de município, pela Lei nº 448, do dia 24 de março de 1876. Em 16 de abril de 1880, foi criada a comarca de São José da Boa Vista, pela Lei Provincial nº 585, e em 24 de dezembro de 1897 foi elevado à categoria de cidade, pela Lei Estadual nº 256, observando-se um progresso vertiginoso.
Com o desbravamento dos sertões do norte paranaense e povoamento de regiões próximas de São José da Boa Vista, novos municípios foram fundados, desmembrados daquele, em favor das comarcas de melhor acesso e consequentemente enfraquecendo a de São José, que entra em franco declínio.
Em 1915, Joaquim Miranda funda um povoado a apenas vinte e um quilômetros de São José. O lugar recebeu inicialmente a denominação de Novo Horizonte, depois Brasópolis e finalmente Wenceslau Braz. O povoado em pouco tempo cresceu e se tornou distrito administrativo. O principal atrativo do novo povoado era o traçado da ferrovia Ramal do Paranapanema, que passaria por ali.
Em 16 de março de 1934, pela Lei Estadual nº 704, o distrito de Wenceslau Braz era desmembrado do município de Tomazina e passava à jurisdição de São José da Boa Vista. No entanto, o acentuado crescimento de Wenceslau Braz fez com que o distrito passasse a ser sede de comarca e município emancipado, através da Lei nº 21 de 17 de outubro de 1935, no lugar do município de São José da Boa Vista, que foi extinto.
Em 1951, São José da Boa Vista é elevado a categoria de distrito administrativo de Wenceslau Braz, em 25 de julho de 1960, pela Lei Estadual nº 4.245, retoma sua condição de município emancipado.

## Geografia
Sua área é de 400 km² representando 0.2005 % do estado, 0.0709 % da região e 0.0047 % de todo o território brasileiro. Sua população, conforme o censo do IBGE de 2022, é de 6.040 habitantes.

### Demografia
Dados do Censo - 2009
População total: 7.601
- Urbana: 3.501
- Rural: 4.100
- Homens: 3.615
- Mulheres: 3.457

Densidade demográfica (hab./km²): 52
Mortalidade infantil até 1 ano (por mil):
Expectativa de vida (anos): 60
Taxa de fecundidade (filhos por mulher): 6
Taxa de alfabetização: 0,56
Índice de Desenvolvimento Humano (IDH-M): 0,707
- IDH-M Renda: 0,607
- IDH-M Longevidade: 0,722
- IDH-M Educação: 0,791

(Fonte: CNM)

## Administração
- Prefeito: José Lazaro Ferraz, Dr. Zezinho (2021-2024)
- Vice-prefeito: Valdelei Cardoso De Lima, Delei
- Presidente da câmara: Valdemir Thomaz de Aquino (2019–2020)